# 九段會館
35°41′39.99″N 139°45′4.44″E / 35.6944417°N 139.7512333°E

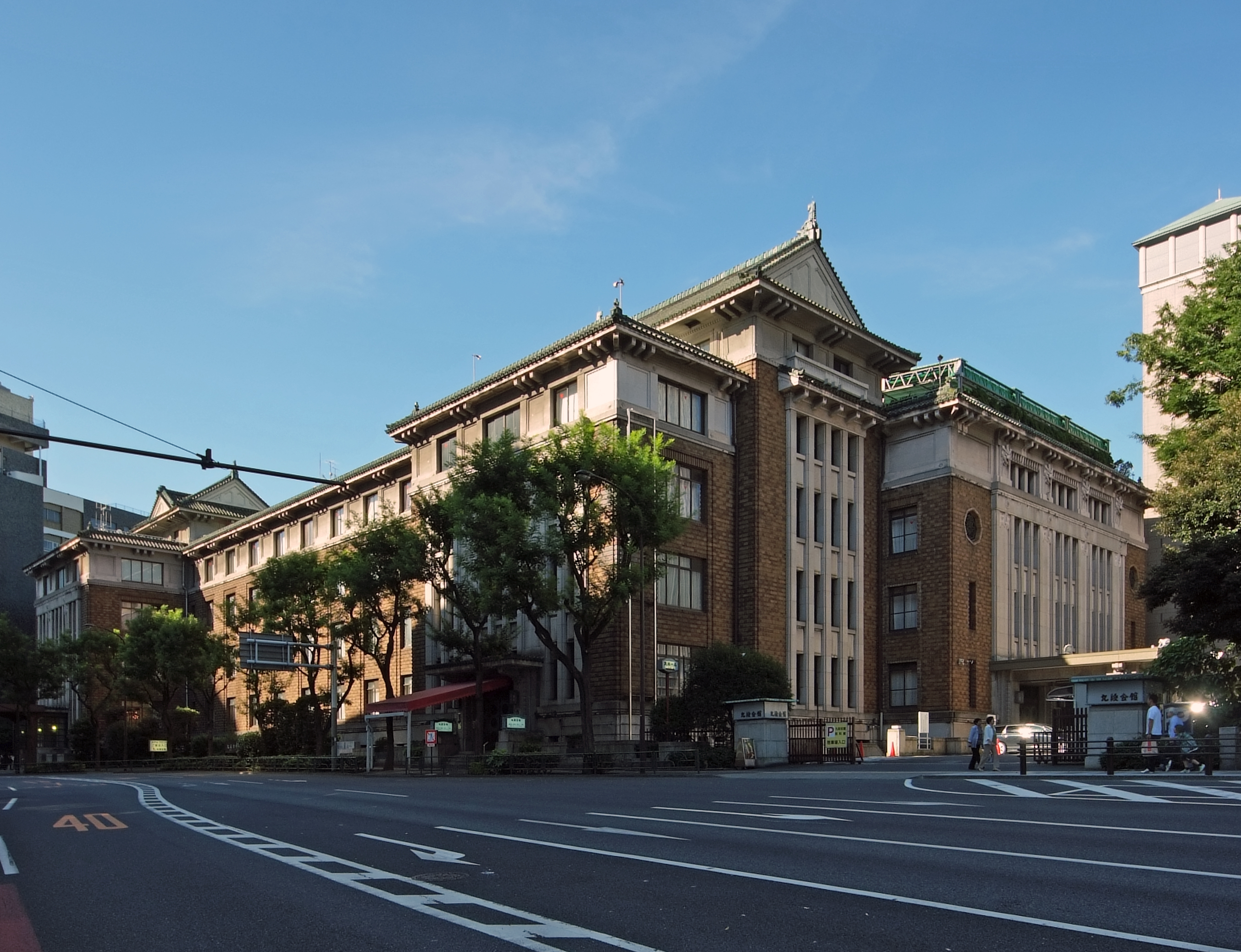
九段會館

九段會館（日语：／ Kudan kaikan */?））是位於日本東京都的多功能會展建築，所在地為千代田區九段南一丁目6番5號，外觀為帝冠式建築。做為餐廳、住宿、婚禮、演講、表演等多項用途。原為日本遺族會所經營，因2011年東日本大震災時造成死傷，於該年4月12日起停止營業，惟目前已規劃重建。

## 概略

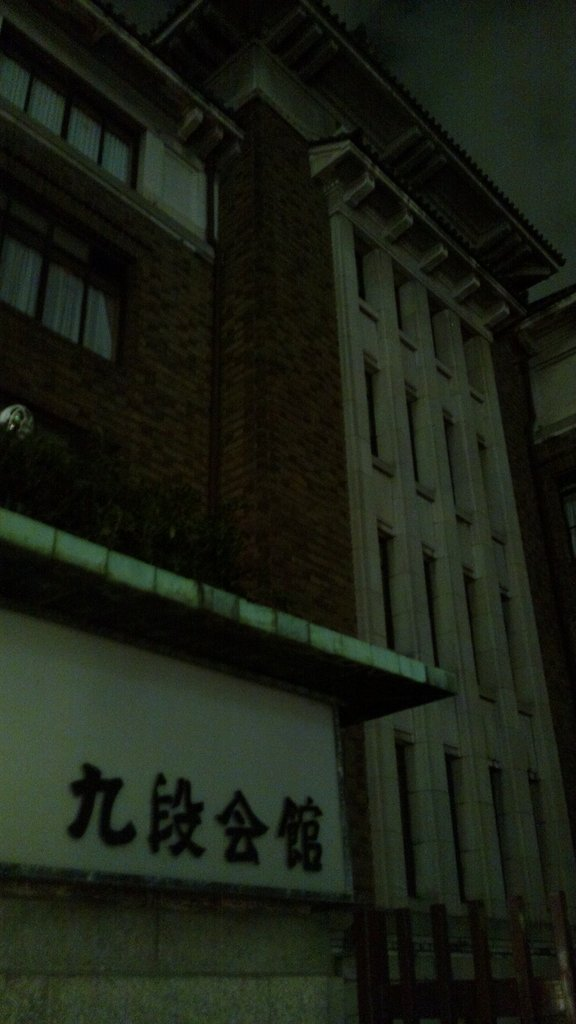
九段會館於2011年東日本大地震後閉館

根據《財團法人日本遺族會對於國有財產的免貸的法律》（昭和28年法律第200号），本來為國有財產，2011年之前無償租與日本遺族會。
- 1934年 - 完工啟用，當時名為軍人會館（／ Gunjin kaikan），主要為了日軍預備役和後備役的訓練與住宿所興建。
- 1936年 - 226事件後，戒嚴司令部設立在此。
- 1945年 - 收歸國有，同時做為盟軍官兵宿舍使用至1957年為止。
- 1953年 - 前述法律施行，日本遺族會開始向日本政府租用，並更名為九段會館。
- 1957年 - 九段會館正式開業。
- 2011年3月11日 - 東日本大震災發生時，館內天花板的裝飾物掉落，造成在館內舉行畢業典禮的東京觀光專門學校（日语：東京観光専門学校）人員有2名講師死亡、26人受傷[1]。
- 2011年4月12日：日本遺族會召開緊急理事會與評議員會，決定停止經營會館，會館土地歸還政府，會館全體員工於同年6月30日遣散。日本遺族會則從九段會館遷往一旁的千代田會館（日语：千代田会館）。
- 2016年（平成28年）6月2日 - 接管會館的財務省關東財務局召開有識者委員會，決定將以維持原有建物的歷史價值為前提重建會館[2]。
- 2017年（平成29年）9月20日 - 重建案（包含土地與建築標案）由東急不動產得標，將保留現有建物的部分外觀，興建高75公尺、17層的複合式大樓，預計2022年完成[3]。

## 館内設備
飯店
- 總共162間房、可容納340名旅客
- 有日式、西式套房

婚禮場所
- 神殿
- 禮拜堂

餐廳
- 九段亭（中華料理）
- 味的店 千成
- 九段迎賓館
- 咖啡廳
- 空中花園（賞花）

表演場地
- 最多容納 1112人 
  - 第一層　614人
  - 第二層　168人
  - 第三層　330人

## 交通
- 九段下站
東京地下鐵東西線　半藏門線
都營地下鐵新宿線
- 飯田橋站
JR中央線

## 外部連結
- 九段會館